# Horatosphaga elgonis
Horatosphaga elgonis is een rechtvleugelig insect uit de familie sabelsprinkhanen (Tettigoniidae). De wetenschappelijke naam van deze soort is voor het eerst geldig gepubliceerd in 1938 door Lucien Chopard.